# Schizopygopsis pylzovi
Schizopygopsis pylzovi är en fiskart som beskrevs av Kessler, 1876. Schizopygopsis pylzovi ingår i släktet Schizopygopsis och familjen karpfiskar. Inga underarter finns listade i Catalogue of Life.